# Ictalurus balsanus
Ictalurus balsanus és una espècie de peix de la família dels ictalúrids i de l'ordre dels siluriformes.
Es troba a l'estat de Morelos (Mèxic)